# Липин (Гуйчжоу)
Липи́н (кит. упр. 黎平, пиньинь Lípíng) — уезд Цяньдуннань-Мяо-Дунского автономного округа провинции Гуйчжоу (КНР).

## История
Во времена империи Мин в 1413 году была создана Липинская управа (黎平府). После Синьхайской революции в Китае была проведена реформа структуры административного деления, в ходе которой управы были упразднены; на землях, на которых ранее размещались власти управы, был создан уезд Липин.
После вхождения этих мест в состав КНР в 1950 году был создан Специальный район Душань (独山专区), и уезд вошёл в его состав. В 1952 году власти специального района переехали из уезда Душань в уезд Дуюнь, и Специальный район Душань был переименован в Специальный район Дуюнь (都匀专区). В 1956 году Специальный район Дуюнь был расформирован, и был создан Цяньдуннань-Мяо-Дунский автономный округ; уезд вошёл в состав автономного округа.

## Население
Основное население составляют ханьцы, дун и мяо.

## Административное деление
Уезд делится на 2 уличных комитета, 14 посёлков, 7 волостей и 2 национальные волости.

## Экономика
Активно развивается туризм, особенно индустрия ресторанов и гостевых домов.

## Культура
Представители народности дун во время празднования Нового года проводят парад, который сопровождается танцами и показом традиционных костюмов.